# Lothar Kurbjuweit
Lothar Kurbjuweit (ur. 6 listopada 1950 w Riesie) – piłkarz niemiecki, reprezentant NRD, mistrz olimpijski, trener.
Występował na boisku jako obrońca lub defensywny pomocnik. Karierę piłkarską rozpoczynał w klubach Traktor Seerhausen i FC Stahl Riesa, by w 1970 przejść do FC Carl Zeiss Jena. Z klubem tym pozostał związany prawie do końca kariery zawodniczej (w 1983 przeszedł jeszcze na rok do Hallescher FC). Łącznie rozegrał w ekstraklasie NRD (Oberlidze) 357 spotkań i strzelił 26 bramek. Zaliczył również 55 meczów w europejskich pucharach w barwach Carl Zeiss Jena.
W maju 1970 debiutował w reprezentacji NRD. Wystąpił łącznie w 66 spotkaniach kadry narodowej, strzelając 4 bramki. Uczestniczył w finałach mistrzostw świata w 1974, rozegranych na boiskach RFN (wystąpił w czterech meczach, przeciwko RFN, Brazylii, Holandii i Argentynie). Największy sukces świętował w 1976 – złoty medal olimpiady w Montrealu. Cztery lata wcześniej zdobył brązowy medal olimpijski.
Po zakończeniu występów na boisku próbował swoich sił jako trener. Prowadził m.in. FC Carl Zeiss Jena, Rot-Weiß Erfurt (1989–1992), VfB Pößneck (2003–2004, 2005). W latach 1996–1999 był prezydentem FC Carl Zeiss. Po odejściu z pracy w VfB Pößneck znalazł się w sztabie szkoleniowym 1. FC Nürnberg, jako specjalista ds. wyszukiwania kandydatów do gry w klubie.